# موونو، بلژیوم
موونو (به لاتین: Muno) یک منطقهٔ مسکونی در بلژیک است که در فلوران ویل واقع شده‌است.